# Albania Kavkaz
"Albania Kavkaz" là ngoại danh thời hiện đại cho một nhà nước nằm ở Kavkaz vào thời cổ đại, tại nơi ngày nay là miền tây Azerbaijan (nơi cả hai kinh đô toạ lạc) và nam Dagestan. Người Udi, coi mình là hậu duệ người Albania Kavkaz, gọi vùng này là Aghwank hay Aluank. Không rõ tên gọi của Albania lúc đương thời là gì.
Cái tên Albania bắt nguồn từ Ἀλβανία tiếng Hy Lạp và từ Albanía tiếng Latinh. Từ "Kavkaz" thêm vào đơn giản là để tránh nhầm lẫn với đất nước Albania miền Balkan;hai bên không có quan hệ địa lý hay lịch sử gì với nhau.
Ta chẳng biết gì mấy về thời tiền sử của vùng này, chẳng hạn nguồn gốc dân tộc hay quá trình hình thành của Albania Kavkaz. Trong khoảng thời gian thế kỷ I TCN-thế kỷ I CN, vùng phía nam Đại Kavkaz và phía bắc Tiểu Kavkaz thuộc các nhà nước sau: Albania Kavkaz về phương đông, Iberia Kazkav ở chính giữa, Kolchis nơi mặt tây, Armenia mé tây nam và Atropatene mạn đông nam.
Cùng với sự trỗi dậy của đế quốc Parthia, vua chúa Albania Kavkaz bị lật đổ và thay thế bởi hoàng thân nhà Arsaces.